# Рецой
Рецой (рум. Rățoi) — село у повіті Арджеш в Румунії. Входить до складу комуни Ведя.
Село розташоване на відстані 120 км на захід від Бухареста, 18 км на південний захід від Пітешть, 84 км на північний схід від Крайови, 122 км на південний захід від Брашова.

## Населення
За даними перепису населення 2002 року у селі проживали 42 особи, усі — румуни. Усі жителі села рідною мовою назвали румунську.